# لاسلو اوربان (ورزشکار)
لاسلو اوربان (انگلیسی: László Orbán; december ۹, ۱۹۴۹ – ۱۵ ژوئیه ۲۰۰۹ (۵۹ ساله)) ورزشکار بوکس اهل مجارستان بود.
وی در مسابقات کشوری و بین‌المللی در مجموع برندهٔ ۱ مدال نقره شده‌است.